# Johann Friedrich Herbart

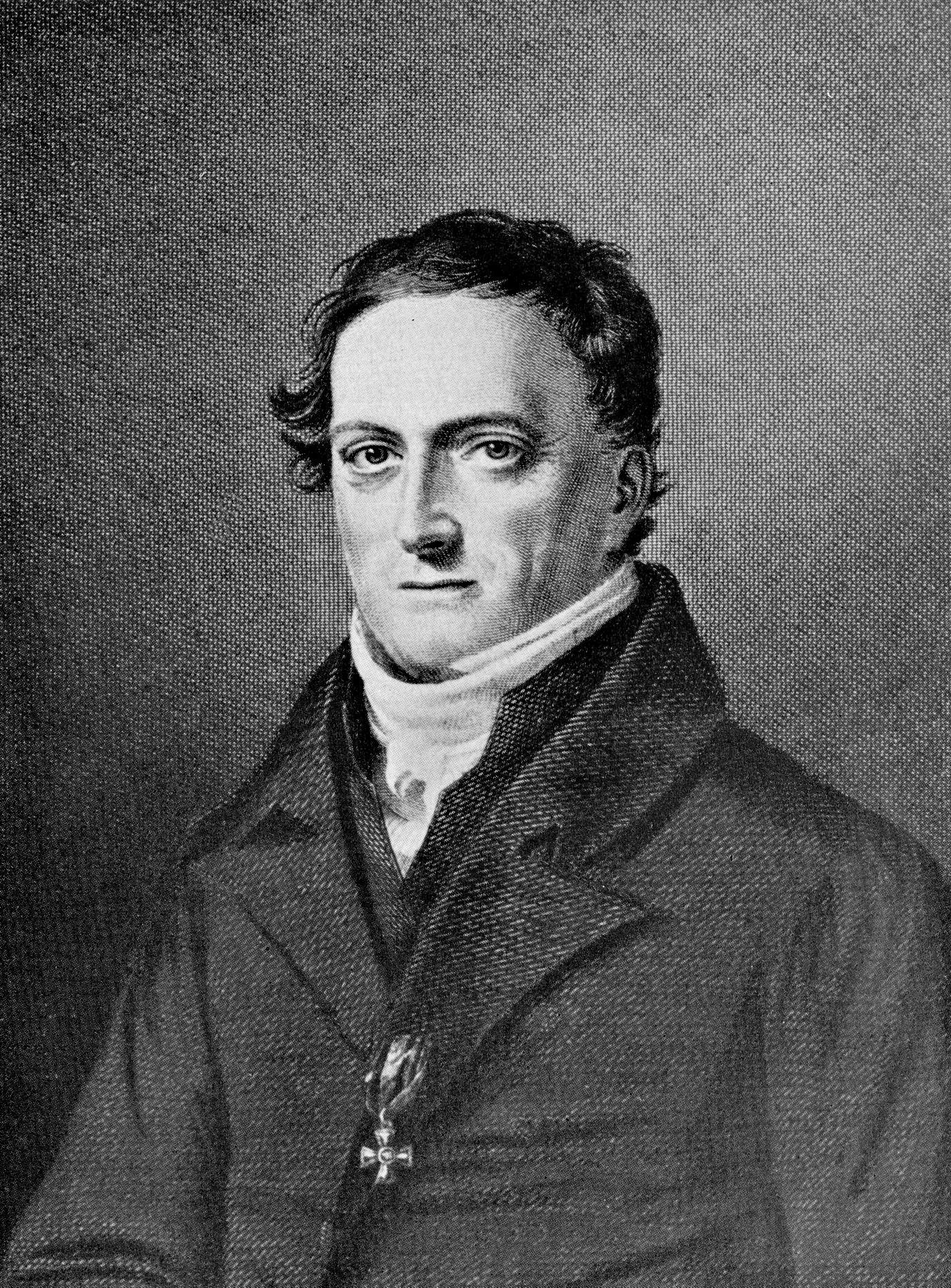
Johann Friedrich Herbart.

Johann Friedrich Herbart, född den 4 maj 1776 i Oldenburg, död den 14 augusti 1841 i Göttingen, var en tysk filosof och pedagog.

## Biografi
Herbart studerade i Jena under Fichte, vistades två år i Bern som informator och lärde därunder känna Pestalozzi, blev docent i filosofi i Göttingen 1802, extra ordinarie professor vid samma universitet 1805, professor i Königsberg 1809, varifrån han 1833 återvände till Göttingen, där han verkade som professor i filosofi till sin död. År 1876 restes i Oldenburg Herbarts kolossalbyst. 
Herbart var en synnerligen produktiv skriftställare och ägde en klar stil. De för kännedomen om hans allmänna världsåsikt viktigaste av hans arbeten är Lehrbuch zur Einleitung in die Philosophie (1815; 5:e upplagan 1883), Lehrbuch zur Psychologie (1816, 6:e upplagan 1900), Psychologie als Wissenschaft, neugegründet auf erfahrung, Metaphysik und Mathematik (2 band, 1824--25), Allgemeine Metaphysik nebst den anfängen der philosophischen Naturlehre (1828-29) och Encyklopädie der Philosophie aus praktischen Gesichtspunkten (1831; 2:a upplagan 1841). 
Hans Sämmtliche Werke utgavs av Hartenstein (12 band, 1850-52; nytt avtryck 1883-93, med 1 tilläggsband) och (i kronologisk ordning) av Kehrbach och, efter dennes död, av Otto Flügel (12 band, 1887-1907) samt hans "Pädagogische Schriften" av Willmann (1874-75, 2:a upplagan 1880). Herbart är grundläggare av en från den fichte-schelling-hegelska filosofin avvikande och mot densamma i bestämd opposition stående riktning inom den efterkantska spekulationen. 
Under det att målsmännen för denna förstnämnda riktning fattade det absoluta som en sida hos den sinnliga verkligheten och ur denna sida sökte förklara denna, varvid man fortgick till ett alltmer idealistiskt resultat, gjorde däremot Herbart till sin uppgift att, med anledning av den sinnliga erfarenhetens motsägelser, gå tillbaka till ett osinnligt som grund för denna erfarenhet, varvid han stannade vid ett i viss mån realistiskt resultat. 
Dessa den sinnliga erfarenhetens motsägelser visar sig, så lärde Herbart, först och främst däri, att varje sinnligt ting har en mångfald av kvaliteter. Vidare, fortfor han, innebär även förändringen en hänvisning på en orsak, som i sin ordning hänvisar på en ny och så vidare i oändlighet. 
Det försök Fichte den äldre gjorde att fatta "jaget" som väsendet i allt, blir även otillfredsställande, ty det verkliga "jaget" är, även det, en summa av växlande bestämningar, och det "rena" eller "abstrakta" jaget (det vill säga jaget såsom förnimmande sig självt) förutsätter just sig självt, som sin förnimmelses objekt. 
Det tillkommer nu vetenskapen att lösa eller, som Herbart uttrycker sig, "bortskaffa" dessa motsägelser. I det relativas tillvaro äger vi en borgen för tillvaron av något, som är väsen i egentlig bemärkelse. Vore inte detta fallet, så vore själva skenet omöjligt. 
Vad vi fattar hos tingen är dock ett något, ett "das" (detta), och vetenskapens uppgift är att söka ett "was" (vad), som sammanfaller med detta "das" , med andra ord något, som är väsentligt och nödvändigt bestämdt. Detta, det sant varande, måste fattas som fritt från alla negativa och relativa bestämningar. 
Det kan till följd därav inte heller betraktas som en sida hos ett annat, utan måste vara fullt individuellt (mot Hegel). Men vidare innebär också varje mångfald av bestämningar hos ett föremål liksom varje dess kvantitativa bestämdhet relativitet. Rent enkelt och kvalitativt bestämt måste följaktligen väsendet vara. 
Slutligen är det, för att förklara den i erfarenheten faktiskt förefintliga mångfalden, nödvändigt att antaga en flerhet av sådana väsen eller, som Herbart kallade dem, "realia". Dessa får dock inte tänkas inverka på eller bestämma varandra. Mer än dessa allmänna bestämningar kan vi emellertid inte veta om den sanna verkligheten. 
I övrigt är vår synkrets inskränkt till den fenomenella och relativa verkligheten. Förklaringen av denna verklighet ur nu angifna principer kan, anmärkte Herbart, omöjligen tillgå så, att man fattar det fenomenella och relativa som något, som skulle tillkomma "realia" som sådana. Detta vore en uppenbar motsägelse. 
Endast ur dessa "realias" förhållanden till varandra, deras vara "zusammen", kan en sådan förklaring sökas. Mångfalden kan inte förklaras ur det enkla som enkelt, blott ur samvaron av flera enkla. De härigenom uppkomna företeelserna är visserligen i den bemärkelsen skenbara, att de inte är ett uttryck för vad det varande i sig självt är. 
Men å andra sidan har de dock i den bemärkelsen en objektiv betydelse, att de är grundade i väsendena själva, inte i vårt subjektiva och godtyckliga uppfattningssätt av dem. Då Herbart vidare söker att mer i detalj förklara naturens och människolivets företeelser ur dessa ytterst abstrakta principer, förfaller han inte sällan till godtycklig konstruktion. 
Sin största uppmärksamhet ägnade Herbart åt psykologin. Själen, så lärde han, är ett "reale" och som sådant enkel och oförstörbar. På grund av detta antog han en individuell odödlighet. Men vad den i övrigt är, är oss lika obekant, som hvad realia i övrigt är. 
Det faktiskt förefintliga förnimmandet har sin grund i de relationer, i vilka detta "reale" står till andra "realia", och varje själsfunktion är en "självbibehållelse" av själens "reale" gentemot de störande förhållandena till andra "realia". Detta sker genom "föreställningarna". 
Uppgiften för en exakt psykologi är enligt Herbart att åstadkomma en matematiskt grundad "statik och mekanik" för föreställningarna, som fördenskull fattas som krafter, vilka än håller varandra i jämvikt, att hämma eller befordra varandra, än som likartade med varandra sammansmälter, än som olikartade ingår i komplikationer med varandra. 
Mot den gamla läran om "själsförmögenheterna" polemiserar Herbart; det finns varken en själsförmögenhet eller flera, blott en mångfald av föreställningar. Allt annat i själslivet är blott olika relationer mellan föreställningarna. 
Så är begäret en föreställning, som arbetar sig upp till medvetenhet under hindrande motstånd från andra föreställningar; sker detta under föreställningen om detta strävandes utförbarhet, så blir begäret vilja. Känslan uppstår, när en föreställning hålls i jämvikt mellan två motsatta krafter. 
Särskilt har Herbart ägnat uppmärksamhet åt de känslor av behag och obehag, vilka visa rsig konstanta och allmängiltiga i sina förhållanden till föreställningarna. Om dessa handlar estetiken, till vilken Herbart även räknar etiken. 
De förhållanden, som framkallar dylika känslor, kan dels vara våra förhållanden till ting, dels personliga eller viljeförhållanden. I förra fallet är välbehaget en förnimmelse av det sköna, obehaget av det fula. 
I sin etik, den enda delen av estetiken, som Herbart själv utförde, vände han sig polemiskt mot den läran, att moralen vore aktualiteten i och för den tillvarande människan av hennes sanna väsen. Detta kan, anmärkte han, så mycket mindre vara händelsen, som detta väsen är något för oss alldeles obekant. 
Vad som behagar eller misshagar oss är förhållanden fenomen emellan, i detta fall viljans förhållanden. Herbart redogör därefter för de viljeförhållanden, som äger ifrågavarande karaktär. Dessa förhållanden, anmärker han, är att hänföra till olika så kallade praktiska idéer, vilka inte kan återföras till en enda idé, moralens (i vilken de skulle utgöra organiska moment), utan är att fatta som oberoende av varandra. 
Man kan till exempel kränka en sedlig idé, under det att man på samma gång respekterar de andra. De sedliga idéerna är till antalet fem: den inre frihetens, som kräver harmoni emellan individens vilja och hans sedliga insikt, fullkomlighetens, som ger den energiska och innehållsrika viljan företräde framför den vilja, som saknar dessa egenskaper, välviljans, som gillar det oegennyttiga strävandet för andras väl, rättens, som bjuder undvikandet av den strid, som är möjlig, då två viljor oavsiktligt kommer i beröring med varandra, samt slutligen billighetens eller vedergällningens, som kräver belöning för det goda en vilja tillskyndat en annan vilja, straff för motsatsen. 
Rättens egentliga innehåll är enligt Herbart något rent konventionellt. Idén bjuder blott att undvika strid - sättet, varpå detta skall ske, får bero på överenskommelse. I stort skall moralen förverkligas i och genom det mänskliga samhället, särskilt staten, som visserligen har en naturlig sammanslutningstendens hos människan till sitt underlag, men som först blir en stat i sann mening, då den gör moralens förverkligande i stort till sitt ändamål. Herbart vände sig i detta avseende polemiskt mot Kants och i synnerhet Fichte den äldres lära, att statens ändamål vore blott rättssäkerheten. Varje sannskyldigt mänskligt intresse, lärde han, skall staten i sitt ändamål upptaga. 
Vad slutligen angår frågan om ett det högsta väsen, lärde Herbart, att den i naturen och vårt sedliga liv förefintliga ändamålsenligheten leder oss fram till tanken på ett sådant väsen, vars antagande inte heller strider mot principerna för hans ontologi. Men någon egentlig kunskap om detsamma äger inte människan. Hennes huvudintresse i förevarande avseende är det praktisk-religiösa, och hon bör därför göra det högsta väsendet till föremål för sin tro, inte för sitt vetande. 
Som teoretisk pedagog har Herbart haft stor historisk betydelse, i det han först på allvar sökt utveckla en vetenskaplig pedagogik på grundvalen av etiken, som angifver uppfostrans ändamål, och psykologin, som anvisar dess medel. Utvecklingen till sedlig karaktärsstyrka är enligt Herbart uppfostrans ändamål. Därpå bör också all skolundervisning inriktas, så att den verkligen blir en "uppfostrande undervisning". 
Jämte undervisningen är "regering" och "tukt" uppfostrans medel. Den förra har blott att undanröja hindren för de båda andra genom att åvägabringa yttre ordning och åtlydnad åt läraren. Däremot har "tukten" att gripa in i barnets moraliska, inre liv. Detta är möjligt, då detta ytterst består av endast föreställningar. Men i vilja övergår dessa endast, om de är förbundna med intresse. Uppfostran kan därför sträva efter väckandet av allsidiga, jämnt vägande intressen för livets väsentliga uppgifter såväl empiriska och spekulativa som estetiska, sociala och religiösa intressen. 
Skolans undervisningsämnen indelar Herbart i sådana, som närmast tillfredsställer de empiriska kunskapsintressena, och å andra sidan sådana, som direkt tillhör den moraliska bildningen, "gesinnungsfächer". Även själva undervisningsmetoderna har han sökt grunda på sina psykologiska principer och uppställt en mycket omstridd teori om de förmäla stadier, "formale stufen", i vilka undervisningens gång enligt hans åsikt måste planläggas. 
Inom filosofin har Herbart haft en talrik skola; bland hans främsta anhängare kan nämnas Drobisch, Hartenstein, Volkmann, Strümpell, samt teologerna Thilo, Allihn och Flügel. Inom pedagogiken slöt sig många till honom, bland andra Willmann, Dörpfeld, Kern, Stoy, Ziller och Rein, vilken sistnämnde blev skolans främste målsman. Skolan har haft sitt organ i "Zeitschrift fur exakte Philosophie im Sinne des neueren Realismus" (1860–75, 1883–96) och senare representerats av "Zeitschrift für Philosophie und Pädagogik", utgiven av Rein och Flügel. 
En Vollständige Darstellung der Lehre Herbarts lämnades av Ernst Wagner (10:e upplagan 1903). Därtill kom Walter Kinkel, Herbart. Sein Leben und seine Philosophie (1902). I Sveriges filosofiska litteratur har herbartianismen behandlats huvudsakligen av Pontus  Leander, "Framställning och granskning af Herbarts filosofiska ståndpunkt" (i "Acta universitatis Lundensis", 1864, 1865), Oscar Swahn, "Om betydelsen af Herbarts philosophiska ståndpunkt" (1865), och J.J. Borelius, "Anmärkningar vid Herbarts filosofiska system" (1866). 
Bidrag till kännedomen om vissa sidor i densamma förefinns även i skrifterna: "Historisk och kritisk öfversigt af Herbarts metafysik" (1857) av Elof Widmark, "Om det absolutas begrepp" av Sigurd Ribbing (i "Upsala universitets årsskrift", 1861) och i senare upplagor av "Statsmaktens grund och väsende" (1864) av Axel Nyblæus.